# Sergei Iljitsch Kusnezow
Sergei Iljitsch Kusnezow (russisch Сергей Ильич Кузнецов, engl. Transkription Sergey Kuznetsov; * 2. Juni 1918 in Kemerowo; † 2010) war ein sowjetischer Zehnkämpfer.
Bei den Leichtathletik-Europameisterschaften 1946 in Oslo gewann er Silber, und bei den Olympischen Spielen 1952 in Helsinki wurde er Zehnter.
Seine persönliche Bestleistung von 7082 Punkten stellte er am 16. September 1945 in Kiew auf.